# Непогодиха
Непого́диха — деревня в составе Шудского сельсовета Варнавинского района Нижегородской области.

## История
Поселение образовалось во второй половине XIX века после отмены в 1861 году крепостного права в России, когда крестьяне стали осваивать ранее не заселенные земли в глубине леса. Название деревни по преданию образовалось от имени её основателя — Непогодки Иванова.
До 2009 года деревня входила в состав сельского поселения Антонихинский сельсовет. Законом Нижегородской области от 28 августа 2009 года № 150-З сельские поселения Антонихинский сельсовет и Горкинский сельсовет объединены в сельское поселение Шудский сельсовет.

## Население
| 1999 | 2002 | 2010 |
| ---- | ---- | ---- |
| 13   | ↘8   | ↘1   |

В 2006 году в деревне проживало 3 человека.

## Примечания

Непогодиха
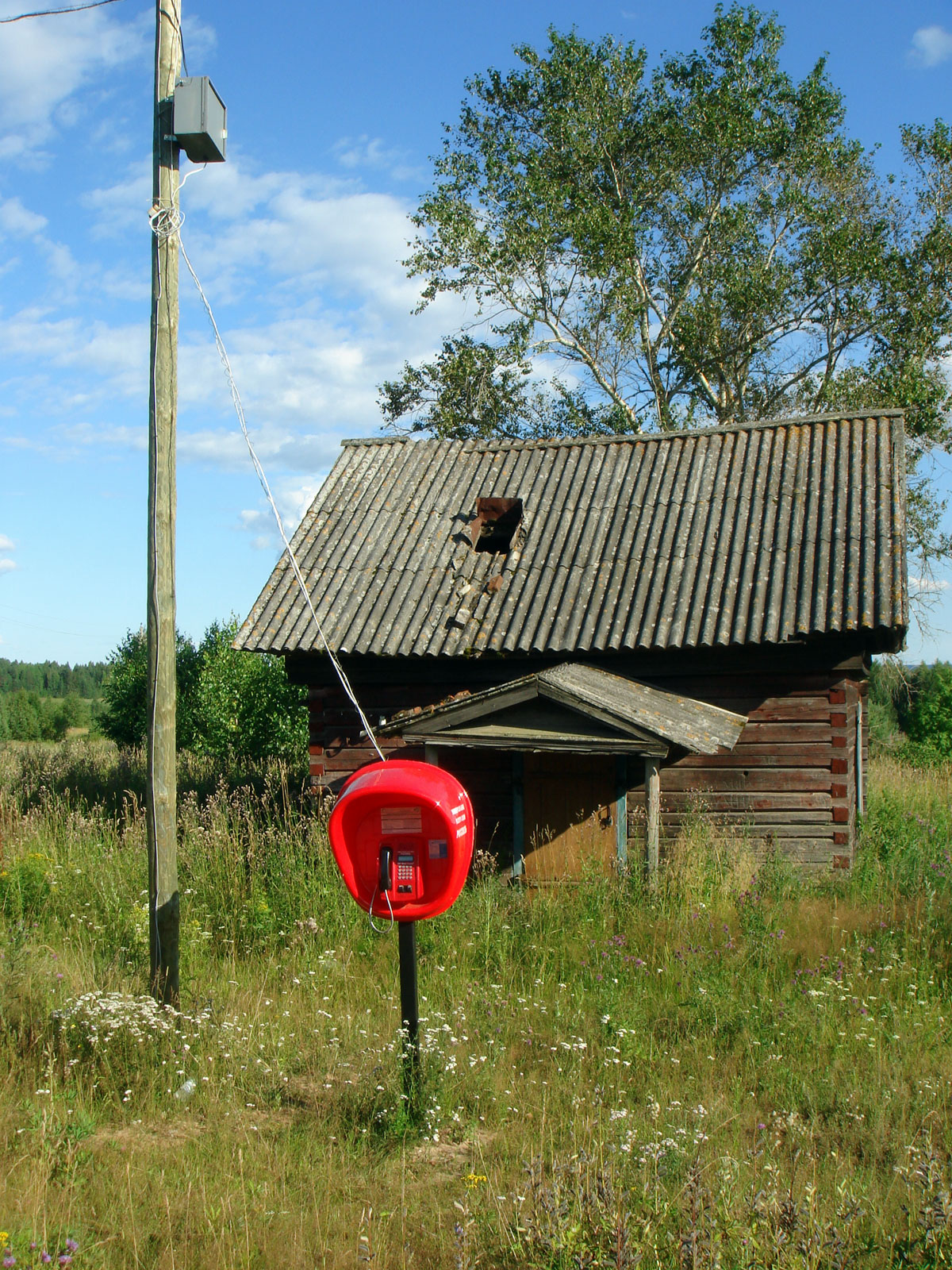
Таксофон в деревне. Номер: +7 83158 212 66
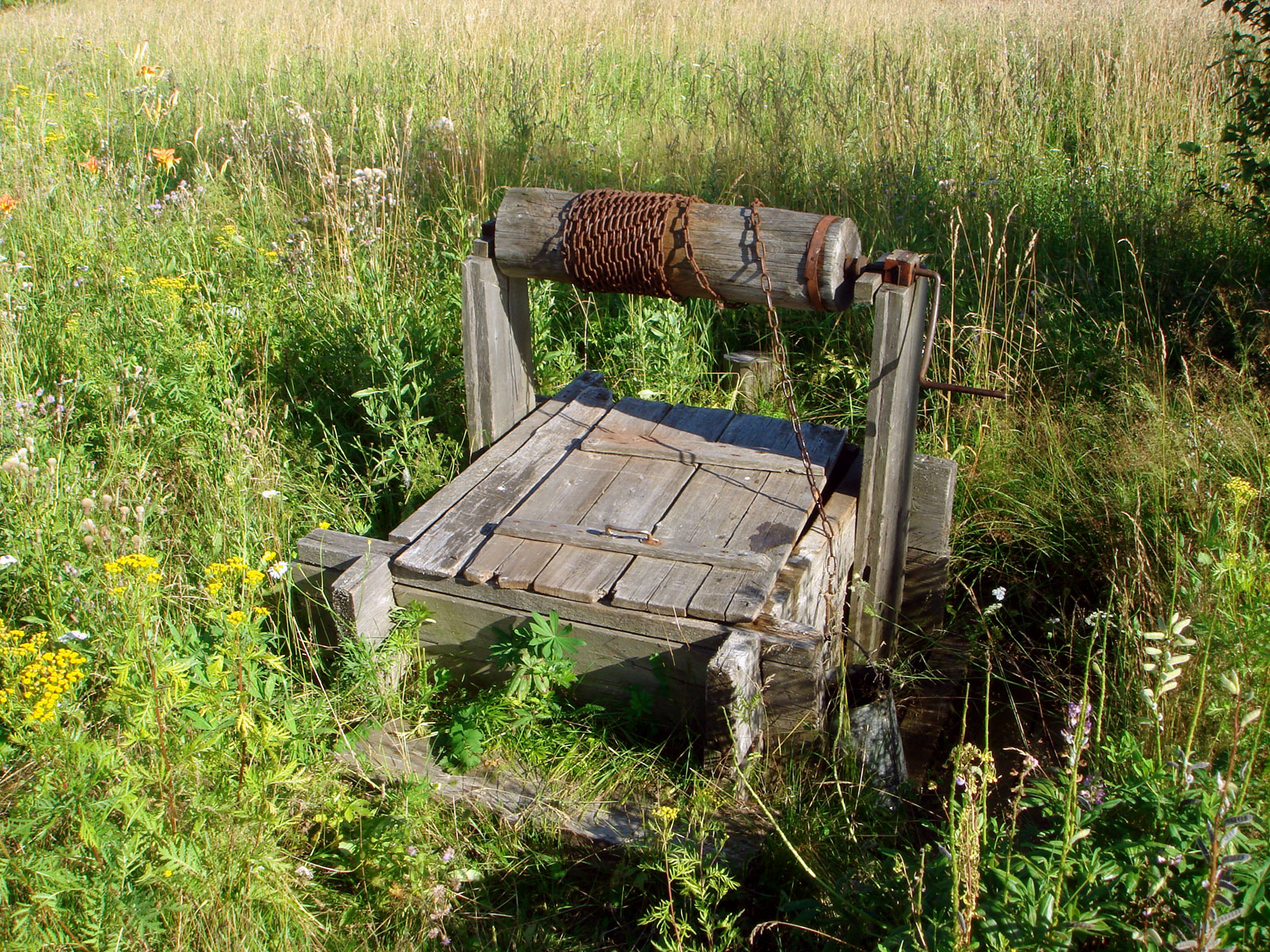
Колодец у дороги